# Université d'éducation d'Osaka
L'Université d'éducation d'Ōsaka (大阪教育大学, Ōsaka Kyōiku Daigaku, couramment abrégée en DaiKyōdai, 大教大) est une université nationale japonaise, située dans la préfecture d'Osaka au Japon (un campus à Kashiwara, un campus dans l'arrondissement Tennōji-ku d'Osaka).

## Composantes
L'université est structurée en faculté de 1er cycle (学部, gakubu), qui a la charge des étudiants de 1er cycle universitaire, et en faculté de cycles supérieurs (研究科, kenkyūka), qui a la charge des étudiants de 2e et 3e cycle universitaire.

### Faculté de1ercycle
L'université compte 1 faculté de 1er cycle (学部, gakubu).
- Faculté d'éducation

### Faculté de cycles supérieurs
L'université compte 1 faculté de cycles supérieurs (研究科, kenkyūka).
- Faculté d'éducation

## Personnalités liées

### Étudiants
- Kobayashi Mieko, membre de la Chambre des conseillers
- Tsuneichi Miyamoto, ethnographe
- Haitani Kenjirō, auteur
- Bonnie Pink, chanteuse
- Uwagawa Emi, doubleuse
- Kiyomi Hayashi, chercheuse en géographie

### Étudiants d'une école dépendant de l'université
- Shingo Nishimura, membre de la Chambre des représentants du Japon
- Takuji Yanagimoto (en), membre de la Chambre des représentants du Japon
- Katsuya Okada, membre de la Chambre des représentants du Japon
- Noboru Tsujihara, auteur, lauréat de nombreux prix littéraires japonais
- Shinya Yamanaka, prix Nobel de physiologie ou médecine 2012